# Műugrás az 1972. évi nyári olimpiai játékokon
Az 1972. évi nyári olimpiai játékokon a műugrásban négy bajnokot avattak, két férfi és két női számban.

## Éremtáblázat
(A táblázatokban a rendező ország csapata eltérő háttérszínnel, az egyes számoszlopok legmagasabb értéke, vagy értékei vastagítással kiemelve.)
| Az 1972. évi nyári olimpiai játékok éremtáblázata műugrásban | Az 1972. évi nyári olimpiai játékok éremtáblázata műugrásban | Az 1972. évi nyári olimpiai játékok éremtáblázata műugrásban | Az 1972. évi nyári olimpiai játékok éremtáblázata műugrásban | Az 1972. évi nyári olimpiai játékok éremtáblázata műugrásban | Olimpia  |
| ------------------------------------------------------------ | ------------------------------------------------------------ | ------------------------------------------------------------ | ------------------------------------------------------------ | ------------------------------------------------------------ | -------- |
|                                                              | Ország                                                       | Arany                                                        | Ezüst                                                        | Bronz                                                        | Összesen |
| 1.                                                           | Egyesült Államok (USA)                                       | 1                                                            | 1                                                            | 1                                                            | 3        |
| 1.                                                           | Olaszország (ITA)                                            | 1                                                            | 1                                                            | 1                                                            | 3        |
| 3.                                                           | Svédország (SWE)                                             | 1                                                            | 1                                                            | 0                                                            | 2        |
| 4.                                                           | Szovjetunió (URS)                                            | 1                                                            | 0                                                            | 0                                                            | 1        |
|                                                              |                                                              |                                                              |                                                              |                                                              |          |
| 5.                                                           | Csehszlovákia (TCH)                                          | 0                                                            | 1                                                            | 0                                                            | 1        |
|                                                              |                                                              |                                                              |                                                              |                                                              |          |
| 6.                                                           | NDK (GDR)                                                    | 0                                                            | 0                                                            | 2                                                            | 2        |
|                                                              |                                                              |                                                              |                                                              |                                                              |          |
| Összesen                                                     | Összesen                                                     | 4                                                            | 4                                                            | 4                                                            | 12       |

## Érmesek

### Férfi számok
| Az 1972. évi nyári olimpiai játékok érmesei férfi műugrásban |                                      |                                        |                                        |
| Versenyszám                                                  | Arany                                | Ezüst                                  | Bronz                                  |
| Műugrás                                                      | Vlagyimir Vaszin · Szovjetunió (URS) | Franco Cagnotto · Olaszország (ITA)    | Craig Lincoln · Egyesült Államok (USA) |
| Toronyugrás                                                  | Klaus Dibiasi · Olaszország (ITA)    | Richard Rydze · Egyesült Államok (USA) | Franco Cagnotto · Olaszország (ITA)    |

### Női számok
| Az 1972. évi nyári olimpiai játékok érmesei női műugrásban |                                     |                                       |                            |
| Versenyszám                                                | Arany                               | Ezüst                                 | Bronz                      |
| Műugrás                                                    | Micki King · Egyesült Államok (USA) | Ulrika Knape · Svédország (SWE)       | Marina Janicke · NDK (GDR) |
| Toronyugrás                                                | Ulrika Knape · Svédország (SWE)     | Milena Duchková · Csehszlovákia (TCH) | Marina Janicke · NDK (GDR) |